# Gun Jakobsson
Gun Louise Jakobsson, född 8 september 1950 i Jakobstad, är en finlandssvensk rektor och pedagog. Jakobsson har under största delen av sitt yrkesliv varit verksam inom Åbo Akademi som ledande rektor för Vasa övningsskola i anslutning till den Pedagogiska fakulteten vid Åbo Akademi.

## Biografi
Jakobsson gick i Handelsesplanadens folkskola (senare en del av Vasa övningsskola) och blev filosofie kandidat från Helsingfors universitet år 1985. Hon inledde sin lärarkarriär som lektor i Sursik skola i Pedersöre år 1978, och började arbeta som lektor i biologi och geografi i Vasa övningsskola år 1985. År 1994 utsågs hon till rektor för högstadiet. År 2004 blev hon rektor för Vasa Övningsskola, och arbetade på den posten fram till sin pensionering år 2017.
Jakobsson har under sitt yrkesverksamma liv varit mycket engagerad i läroplansfrågor och har varit med om att lägga upp fyra läroplaner. Hon är medlem i utvärderingsgruppen för läroplanen 2016–2020 på uppdrag av Nationella centret för utbildningsutvärdering.
Hon är dotter till pressrådet Ole Jakobsson och syster till TV-chefen Leif Jakobsson.

## Förtroendeuppdrag
- Ordförande för minnesföreningen Forna Vasa svenska flicklyceister[6]
- Ordförande för Kantlax byaförening[7]
- Medlem i styrelsen för Aktiastiftelsen i Vasa under tiden 2001–2018
- Medlem av styrelsen för Harjoittelukoulujen rehtorit (Övningsskolornas rektorer)[8]

## Publikationer
- LP-arbetets skeden – Utvärdering av implementeringen av grunderna för läroplanerna för förskoleundervisningen och den grundläggande utbildningen 2014 (2019), Nationella centret för utbildningsutvärdering, tillsammans med Jaana Saarinen, Salla Venäläinen, Peter Johnson, Hannele Cantell, Päivi Koivisto, Mari Routti, Jorma Väänänen, Mari Huhtanen, Anne Kivistö och Mikko Viitala), ISBN 978-952-206-481-3 [9]
- Iakttagelser under läroplansresan – Utvärdering av implementeringen av grunderna för läroplanerna för förskoleundervisningen och den grundläggande utbildningen 2014, Nationella centret för utbildningsutvärdering, tillsammans med  Salla Venäläinen, Jaana Saarinen, Peter Johnson, Hannele Cantell, Gun Jakobsson, Päivi Koivisto, Mari Routti, Jorma Väänänen, Mari Huhtanen, Laura Kauppinen och Mikko Viitala. ISBN 978-952-206-578-0 [10]
- Tema: Outdoor Education, Österbottens Högskola, Publikation 1/1992, tillsammans med Ulrica Grankvist-Nybacka, Reima Hänninen, Hans-Olof Lithén, Kristina Stenstrand och Jarl Streng. ISBN 951-650-033-1, ISSN 0789-5771